# Giovanni Ricci
Giovanni Ricci (Florència, Itàlia, 17 d'agost de 1904 – Milà, Itàlia, 9 de setembre de 1973) va ser un matemàtic italià.
Ricci va estudiar en la Escola Normal Superior de Pisa, on va obtenir un doctorat el 1925, orientat per Luigi Bianchi, amb una tesi sobre geometria diferencial. Després de dos anys com assistent a Roma va tornar a Pisa com a professor de la Escola Normal Superior de Pisa. El 1936 va ser professor d'anàlisi a Milà.
Va treballar amb la teoria dels nombres additius com la conjectura de Goldbach, sobre la distribució dels nombres primers i el setè problema de Hilbert (nombres transcendents).
El 1957 va ser triat membre de la Accademia de Lincei. Entre els seus doctorands figura Enrico Bombieri. Ricci va ser president de la Unione Matematica Italiana.

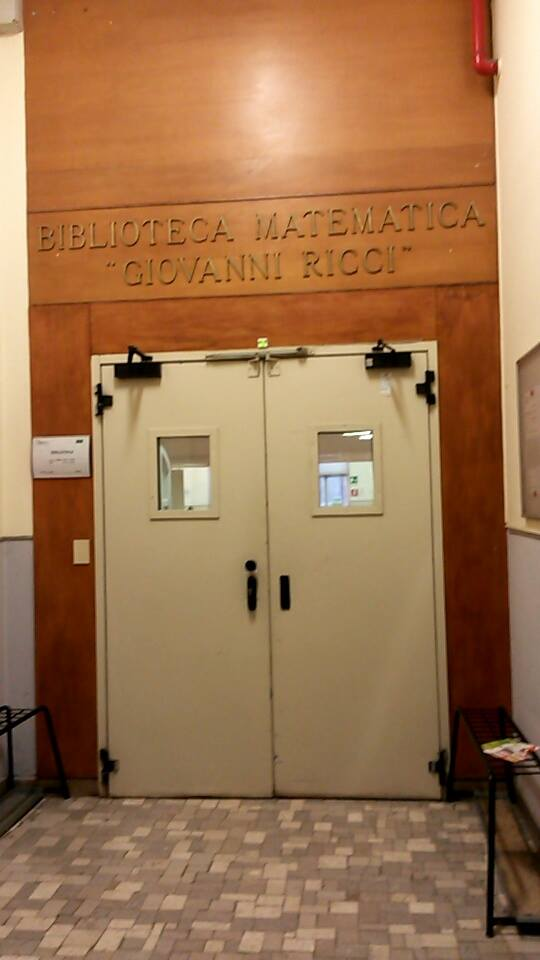
La biblioteca matemàtica de la Universitat de Milà porta el nom de Giovanni Ricci.